# Helotrephidae
Famille
Les Helotrephidae sont une famille d'insectes de l'ordre des hémiptères, du sous-ordre des hétéroptères (punaises), de l'infra-ordre des Nepomorpha. Ces animaux sont aquatiques, de petite taille, proches des Pleidae.

## Description
Punaises aquatiques, à corps globulaire, et au dos convexe ou aplati. Elles ont des antennes très courtes, de un à deux articles, invisibles depuis en dessus, un rostre plurisegmenté, des yeux composés relativement petits, un vertex large et sans ocelles. Le dessus de la tête est soit fusionné avec le pronotum, soit, s'il ne l'est pas, la séparation entre les deux n'est pas droite (à la différence des Pleidae). Le scutellum est très grand. L'apex de l'abdomen ne présente pas de processus respiratoire. Les pattes sont toutes identiques, les postérieures ne sont pas modifiées en pales natatoires, ni les antérieures en pattes ravisseuses avec des fémurs épaissis. La formule des tarses (nombre d'articles aux tarses antérieurs, médians et postérieurs) va de 3-3-3 à 1-1-2. Leur taille est de 1 à 4 mm,.

## Répartition
Cette famille est présente principalement dans  les régions tropicales, surtout dans le Sud et l'Est de l'Asie (écozone indomalaise), avec quelques espèces d'Afrique, de Madagascar, et d'Amérique du Sud, et deux espèces du Sud du Paléarctique.
Elles vivent principalement dans les zones lentiques de cours d'eau, des plans d'eau stagnante, y compris artificiels, dans les endroits graveleux, rocheux, de végétation ou de racines immergées. Certaines vivent dans des eaux chaudes (près de sources chaudes). 

## Biologie
Ces punaises nagent sur le dos ou sur le ventre. Ce sont des prédatrices de petits invertébrés.  

## Systématique
Cette famille a été créée en 1927 par Teizō Esaki (d) (1899-1957) et William Edward China (d) (1895-1979), pour les séparer des Pleidae, et prendre en compte leurs caractéristiques particulières, notamment la tête fusionnée avec le prothorax, caractère considéré comme apparemment unique parmi les insectes. Ils les dénommèrent donc à l'époque Cephalonotera.  
Elle est aujourd'hui classée dans la super-famille des Pleoidea, après l'avoir été dans celle des Notonectoidea.   
Elle comprend cinq sous-familles, 22 genres et 188 espèces selon BioLib (2 avril 2022).  

### Liste des sous-familles, tribus et genres
Selon BioLib (2 avril 2022) :
- sous-famille Fischerotrephinae Zettel, 1994, 1 genre, 6 espèces
  - genre Fischerotrephes Zettel, 1994
- sous-famille Helotrephinae Esaki & China, 1927, 14 genres, 163 espèces
  - tribu Helotrephini Esaki & China, 1927
    - genre Ascetotrephes J. Polhemus & D. Polhemus, 2003
    - genre Esakiella China, 1932
    - genre Helotrephes Stål, 1860
    - genre Heterotrephes Esaki & Miyamoto, 1959
    - genre Hydrotrephes China, 1935
    - genre Indotrephes Zettel, 1997
    - genre Pseudohydrotrephes Poisson, 1956

  - tribu Limnotrephini Polhemus, 1990
    - genre Distotrephes J.T. Polhemus, 1990
    - genre Idiotrephes Lundblad, 1933
    - genre Limnotrephes Esaki & China, 1928
    - genre Mixotrephes Papáček, Štys & Tonner, 1989
    - genre Nanotrephes Papáček & Zettel, 2001
    - genre Paralimnotrephes Poisson, 1950
    - genre Tiphotrephes Esaki & China, 1928
- sous-famille Idiocorinae Esaki & China, 1927
  - genre Idiocoris Esaki & China, 1927, 2 genres, 2 espèces
  - genre Paskia Esaki & China, 1927
- sous-famille Neotrephinae China, 1940, 2 genres, 10 espèces
  - genre Neotrephes China, 1936
  - genre Paratrephes China, 1940
- sous-famille Trephotomasinae Papáček, Štys & Tonner, 1989, 3 genres, 7 espèces
  - genre Papacekia Zettel, 2005
  - genre Platytrephes Zettel, 2005
  - genre Trephotomas Papáček, Štys & Tonner, 1988